# Немірувек-Колонія
Немірувек-Колонія (пол. Niemirówek-Kolonia; укр. Немирівок-Колонія) — село в Польщі, у гміні Тарнаватка Томашівського повіту Люблінського воєводства.
Розташоване на Закерзонні (в історичному Надсянні).
Населення — 268 осіб (2011).

## Історія
Первісним населенням Немирівки-Колонії були русини-лемки, які компактно проживали на своїх історичних землях. 
У 1975-1998 роках село належало до Замойського воєводства.

## Демографія
Демографічна структура станом на 31 березня 2011 року:
|          | Загалом | Допрацездатний вік | Працездатний вік | Постпрацездатний вік |
| -------- | ------- | ------------------ | ---------------- | -------------------- |
| Чоловіки | 143     | 26                 | 104              | 13                   |
| Жінки    | 125     | 21                 | 73               | 31                   |
| Разом    | 268     | 47                 | 177              | 44                   |